# Svájc az 1984. évi nyári olimpiai játékokon
Svájc az egyesült államokbeli Los Angelesben megrendezett 1984. évi nyári olimpiai játékok egyik részt vevő nemzete volt. Az országot az olimpián 18 sportágban 129 sportoló képviselte, akik összesen 8 érmet szereztek.

## Érmesek
| Érem  | Versenyző                                                 | Sportág       | Versenyszám                |
| ----- | --------------------------------------------------------- | ------------- | -------------------------- |
| Ezüst | Markus Ryffel                                             | Atlétika      | Férfi 5000 m               |
| Ezüst | Alfred Achermann Richard Trinkler Laurent Vial Benno Wiss | Kerékpározás  | Férfi csapat időfutam      |
| Ezüst | Otto Hofer Christine Stückelberger Amy-Cathérine de Bary  | Lovaglás      | Csapat díjlovaglás         |
| Ezüst | Daniel Nipkow                                             | Sportlövészet | Férfi sportpuska összetett |
| Bronz | Hugo Dietsche                                             | Birkózás      | Kötöttfogás, 62 kg         |
| Bronz | Otto Hofer                                                | Lovaglás      | Egyéni díjlovaglás         |
| Bronz | Heidi Robbiani                                            | Lovaglás      | Egyéni díjugratás          |
| Bronz | Étienne Dagon                                             | Úszás         | Férfi 200 m mell           |

## Atlétika
Férfi
| Versenyző       | Versenyszám | Előfutam      | Előfutam      | Előfutam      | Negyeddöntő | Negyeddöntő | Negyeddöntő | Elődöntő | Elődöntő | Elődöntő | Döntő    | Döntő    |
| Versenyző       | Versenyszám | Idő           | Hely.         | Össz.         | Idő         | Hely.       | Össz.       | Idő      | Hely.    | Össz.    | Idő      | Helyezés |
| --------------- | ----------- | ------------- | ------------- | ------------- | ----------- | ----------- | ----------- | -------- | -------- | -------- | -------- | -------- |
| Marcel Arnold   | 400 m       | 46,46         | 3.            | 27.*          | 46,10       | 6.          | 23.         | kiesett  | kiesett  | kiesett  | kiesett  | kiesett  |
| Marco Mayr      | 800 m       | 1:47,36       | 3.            | 22.           | 1:48,30     | 8.          | 29.         | kiesett  | kiesett  | kiesett  | kiesett  | kiesett  |
| Peter Wirz      | 1500 m      | 3:37,75       | 2.            | 2.            |             |             |             | 3:35,83  | 4.*      | 4.*      | 3:36,97  | 6.       |
| Pierre Délèze   | 1500 m      | nem ért célba | nem ért célba | nem ért célba |             |             |             | kiesett  | kiesett  | kiesett  | kiesett  | kiesett  |
| Markus Ryffel   | 5000 m      | 13:46,16      | 2.*           | 9.**          |             |             |             | 13:40,08 | 3.       | 13.      | 13:07,54 |          |
| Bruno Lafranchi | Maraton     |               |               |               |             |             |             |          |          |          | 2:24:38  | 50.      |
| Franz Meier     | 400 m gát   | 49,81         | 3.            | 7.*           |             |             |             | 49,89    | 6.       | 11.      | kiesett  | kiesett  |

| Versenyző        | Versenyszám | Selejtező | Selejtező | Döntő                    | Döntő                    |
| Versenyző        | Versenyszám | Eredmény  | Helyezés  | Eredmény                 | Helyezés                 |
| ---------------- | ----------- | --------- | --------- | ------------------------ | ------------------------ |
| Roland Dalhäuser | Magasugrás  | 224 cm    | 11.       | érvényes kísérlet nélkül | érvényes kísérlet nélkül |
| Felix Böhni      | Rúdugrás    | 540 cm    | 7.        | 530 cm                   | 7.                       |
| René Gloor       | Távolugrás  | 771 cm    | 13.       | kiesett                  | kiesett                  |
| Werner Günthör   | Súlylökés   | 19,71 m   | 8.        | 20,28 m                  | 5.                       |

| Versenyző         | Versenyszám | 100 m | 100 m | Távolugrás | Távolugrás | Súlylökés | Súlylökés | Magasugrás | Magasugrás | 400 m | 400 m | 110 m gát | 110 m gát | Diszkoszvetés | Diszkoszvetés | Rúdugrás | Rúdugrás | Gerelyhajítás | Gerelyhajítás | 1500 m  | 1500 m | Végeredmény | Végeredmény |
| Versenyző         | Versenyszám | Idő   | Pont  | Eredmény   | Pont       | Eredmény  | Pont      | Eredmény   | Pont       | Idő   | Pont  | Idő       | Pont      | Eredmény      | Pont          | Eredmény | Pont     | Eredmény      | Pont          | Idő     | Pont   | Pont        | Helyezés    |
| ----------------- | ----------- | ----- | ----- | ---------- | ---------- | --------- | --------- | ---------- | ---------- | ----- | ----- | --------- | --------- | ------------- | ------------- | -------- | -------- | ------------- | ------------- | ------- | ------ | ----------- | ----------- |
| Michele Rüfenacht | Tízpróba    | 10,72 | 874   | 696 cm     | 812        | 13,86 m   | 719       | 200 cm     | 857        | 48,63 | 868   | 14,57     | 896       | 45,30 m       | 787           | 430 cm   | 884      | 55,10 m       | 700           | 4:39,47 | 527    | 7924        | 10.         |
| Patrick Vetterli  | Tízpróba    | 11,44 | 701   | 713 cm     | 846        | 13,88 m   | 720       | 203 cm     | 882        | 49,83 | 813   | 15,14     | 834       | 43,82 m       | 759           | 450 cm   | 932      | 64,66 m       | 817           | 4:55,06 | 435    | 7739        | 13.         |

Női
| Versenyző             | Versenyszám | Előfutam | Előfutam | Előfutam | Döntő   | Döntő    |
| Versenyző             | Versenyszám | Idő      | Hely.    | Össz.    | Idő     | Helyezés |
| --------------------- | ----------- | -------- | -------- | -------- | ------- | -------- |
| Cornelia Bürki        | 3000 m      | 8:45,82  | 4.       | 6.       | 8:45,20 | 5.       |
| Gaby Andersen-Schiess | Maraton     |          |          |          | 2:48:42 | 37.      |

| Versenyző    | Versenyszám   | Selejtező | Selejtező | Döntő    | Döntő    |
| Versenyző    | Versenyszám   | Eredmény  | Helyezés  | Eredmény | Helyezés |
| ------------ | ------------- | --------- | --------- | -------- | -------- |
| Regula Egger | Gerelyhajítás | 57,88 m   | 13.       | kiesett  | kiesett  |

| Versenyző         | Versenyszám | 100 m gát | 100 m gát | Magasugrás | Magasugrás | Súlylökés | Súlylökés | 200 m | 200 m | Távolugrás | Távolugrás | Gerelyhajítás | Gerelyhajítás | 800 m   | 800 m | Végeredmény | Végeredmény |
| Versenyző         | Versenyszám | Idő       | Pont      | Eredmény   | Pont       | Eredmény  | Pont      | Idő   | Pont  | Eredmény   | Pont       | Eredmény      | Pont          | Idő     | Pont  | Pont        | Helyezés    |
| ----------------- | ----------- | --------- | --------- | ---------- | ---------- | --------- | --------- | ----- | ----- | ---------- | ---------- | ------------- | ------------- | ------- | ----- | ----------- | ----------- |
| Corinne Schneider | Hétpróba    | 14,12     | 851       | 186 cm     | 1086       | 12,26 m   | 735       | 25,33 | 818   | 572 cm     | 844        | 46,60 m       | 865           | 2:15,89 | 843   | 6042        | 10.         |

* - egy másik versenyzővel azonos eredményt ért el

** - két másik versenyzővel azonos eredményt ért el

## Birkózás
Kötöttfogású
| Versenyző     | Versenyszám | Vigaszágas kiesés | Vigaszágas kiesés | 5. helyért        | Bronz- mérkőzés             | Döntő             | Helyezés |
| Versenyző     | Versenyszám | Ellenfél Eredmény | Hely.             | Ellenfél Eredmény | Ellenfél Eredmény           | Ellenfél Eredmény | Helyezés |
| ------------- | ----------- | --- | ----------------- | ----------------- | --------------------------- | ----------------- | -------- |
| Hugo Dietsche | 62 kg       | B csoport · Gustavo Manzur (ESA) · 12–0 · Stelios Mygiakis (GRE) · 6–1 · a 3. fordulóban erőnyerő · Oszanai Szeiicsi (JPN) · 2–8 · Salem Bekhit (EGY) · kétvállas · Döntő · Kim Vongi (Kim Won-gi) (KOR) · kétvállas | 2.                |                   | Abdurrahim Kuzu (USA) · 8–4 |                   |          |

Szabadfogású
| Versenyző  | Versenyszám | Vigaszágas kiesés | Vigaszágas kiesés | 5. helyért        | Bronz- mérkőzés   | Döntő             | Helyezés |
| Versenyző  | Versenyszám | Ellenfél Eredmény | Hely.             | Ellenfél Eredmény | Ellenfél Eredmény | Ellenfél Eredmény | Helyezés |
| ---------- | ----------- | --- | ----------------- | ----------------- | ----------------- | ----------------- | -------- |
| René Neyer | 68 kg       | A csoport · az 1. fordulóban erőnyerő · David McKay (CAN) · kétvállas · Andrew Rein (USA) · 4–13 · Hussain El-Din Hamed (EGY) · 13–11 · Zsigmond Kelevitz (AUS) · 3–9 | 4.                | kiesett           | kiesett           | kiesett           | 8.       |

## Cselgáncs
| Versenyző     | Versenyszám | Csoport | Selejtező         | 32-es főtábla           | Nyolcaddöntő                          | Negyeddöntő             | Elődöntő          | Vigaszág nyolcaddöntő | Vigaszág negyeddöntő | Vigaszág elődöntő | Bronz- mérkőzés   | Döntő             | Helyezés |
| Versenyző     | Versenyszám | Csoport | Ellenfél Eredmény | Ellenfél Eredmény       | Ellenfél Eredmény                     | Ellenfél Eredmény       | Ellenfél Eredmény | Ellenfél Eredmény     | Ellenfél Eredmény    | Ellenfél Eredmény | Ellenfél Eredmény | Ellenfél Eredmény | Helyezés |
| ------------- | ----------- | ------- | ----------------- | ----------------------- | ------------------------------------- | ----------------------- | ----------------- | --------------------- | -------------------- | ----------------- | ----------------- | ----------------- | -------- |
| Lucas Chanson | Harmatsúly  | B       | erőnyerő          | Edgar Claure (BOL) · GY | Alfredo Chinchilla (NOR) · GY         | Sandro Rosati (ITA) · V | kiesett           |                       |                      |                   |                   |                   | 12.      |
| Clemens Jehle | Nyílt       | A       |                   |                         | Hszü Kuo-csing (Xu Guoqing) (CHN) · V | kiesett                 | kiesett           |                       |                      |                   |                   |                   | 11.      |

## Evezés
Férfi
| Versenyző                                                     | Versenyszám              | Előfutam | Előfutam | Vigaszág | Vigaszág | Elődöntő | Elődöntő | Döntő | Döntő   | Döntő | Helyezés |
| Versenyző                                                     | Versenyszám              | Idő      | Hely.    | Idő      | Hely.    | Idő      | Hely.    | Típus | Idő     | Hely. | Helyezés |
| ------------------------------------------------------------- | ------------------------ | -------- | -------- | -------- | -------- | -------- | -------- | ----- | ------- | ----- | -------- |
| Marc-Sven Nater Urs Steinemann Daniel Winkler                 | Kétpárevezős             | 6:51,48  | 5.       | 7:01,93  | 4.       |          |          | B     | 6:58,69 | 5.    | 11.      |
| Markus Wechsler Alfred Fischer                                | Kormányos nélküli kettes | 7:03,28  | 5.       | 7:02,94  | 1.       | 7:05,81  | 4.       | B     | 7:07,00 | 5.    | 11.      |
| Bruno Saile Jörg Weitnauer Hans-Konrad Trümpler Stefan Netzle | Kormányos nélküli négyes | 6:19,23  | 3.       | 6:20,44  | 1.       |          |          | A     | 6:09,50 | 5.    | 5.       |

## Íjászat
| Versenyző        | Versenyszám  | 1. forduló | 1. forduló | 2. forduló | 2. forduló | Összesítés | Összesítés |
| Versenyző        | Versenyszám  | Pont       | Hely.      | Pont       | Hely.      | Pont       | Helyezés   |
| ---------------- | ------------ | ---------- | ---------- | ---------- | ---------- | ---------- | ---------- |
| Thomas Hardmeier | Férfi egyéni | 1230       | 22.        | 1246       | 15.        | 2476       | 20.        |
| Ursula Hess      | Női egyéni   | 1246       | 10.        | 1227       | 16.        | 2473       | 13.        |
| Vreny Burger     | Női egyéni   | 1215       | 25.        | 1204       | 27.        | 2419       | 27.        |

## Kajak-kenu
Férfi
| Versenyző                                                   | Versenyszám         | Előfutam | Előfutam | Előfutam | Vigaszág | Vigaszág | Vigaszág | Elődöntő | Elődöntő | Elődöntő | Döntő   | Döntő    |
| Versenyző                                                   | Versenyszám         | Idő      | Hely.    | Össz.    | Idő      | Hely.    | Össz.    | Idő      | Hely.    | Össz.    | Idő     | Helyezés |
| ----------------------------------------------------------- | ------------------- | -------- | -------- | -------- | -------- | -------- | -------- | -------- | -------- | -------- | ------- | -------- |
| Felix Buser                                                 | Kajak egyes 500 m   | 1:55,39  | 4.       | 12.      | 1:52,08  | 2.       | 2.       | 1:51,99  | 5.       | 12.      | kiesett | kiesett  |
| Peter Ammann Helmut Lehmann                                 | Kajak kettes 500 m  | 1:51,72  | 7.       | 20.      | 1:41,35  | 4.       | 6.       | kiesett  | kiesett  | kiesett  | kiesett | kiesett  |
| Peter Ammann Felix Buser Marcel Eichenberger Helmut Lehmann | Kajak négyes 1000 m | 3:12,89  | 5.       | 11.      | 3:17,70  | 2.       | 2.       | 3:10,36  | 4.       | 11.      | kiesett | kiesett  |

## Kerékpározás

### Országúti kerékpározás
Férfi
| Versenyző                                                 | Versenyszám     | Idő             | Helyezés      |
| --------------------------------------------------------- | --------------- | --------------- | ------------- |
| Richard Trinkler                                          | Mezőnyverseny   | 5:01:40 (+1:43) | 10.           |
| Stefan Maurer                                             | Mezőnyverseny   | 5:03:34 (+3:37) | 12.           |
| Heinz Imboden                                             | Mezőnyverseny   | nem ért célba   | nem ért célba |
| Benno Wiss                                                | Mezőnyverseny   | nem ért célba   | nem ért célba |
| Alfred Achermann Richard Trinkler Laurent Vial Benno Wiss | Csapat időfutam | 2:02:38 (+4:10) |               |

### Pálya-kerékpározás
Sprintverseny
| Versenyző   | Versenyszám  | 1. forduló                                         | 1. forduló | Vigaszág                                                        | Vigaszág | Döntő                                               | Döntő | 2. forduló           | 2. forduló | Vigaszág             | Vigaszág | Nyolcaddöntő           | Nyolcaddöntő | Vigaszág               | Vigaszág | Döntő                | Döntő   | Negyeddöntő          | 5–8. helyért           | 5–8. helyért | Elődöntő             | Döntő                | Helyezés |
| Versenyző   | Versenyszám  | Ellenfelek Győztes idő                             | Hely       | Ellenfelek Győztes idő                                          | Hely     | Ellenfelek Győztes idő                              | Hely  | Ellenfél Győztes idő | Hely       | Ellenfél Győztes idő | Hely     | Ellenfelek Győztes idő | Hely         | Ellenfelek Győztes idő | Hely     | Ellenfél Győztes idő | Hely    | Ellenfél Győztes idő | Ellenfelek Győztes idő | Hely         | Ellenfél Győztes idő | Ellenfél Győztes idő | Helyezés |
| ----------- | ------------ | -------------------------------------------------- | ---------- | --------------------------------------------------------------- | -------- | --------------------------------------------------- | ----- | -------------------- | ---------- | -------------------- | -------- | ---------------------- | ------------ | ---------------------- | -------- | -------------------- | ------- | -------------------- | ---------------------- | ------------ | -------------------- | -------------------- | -------- |
| Heinz Isler | Férfi egyéni | Vincenzo Ceci (ITA) · Rodolfo Guaves (PHI) · 12,01 | 2.         | Frank Orban (BEL) · Li Fu-hsziang (Lee Fu-Hsiang) (TPE) · 11,53 | 3.       | Max Rainsford (AUS) · Leon Richardson (ANT) · 11,79 | 3.    | kiesett              | kiesett    | kiesett              | kiesett  | kiesett                | kiesett      | kiesett                | kiesett  | kiesett              | kiesett | kiesett              | kiesett                | kiesett      | kiesett              | kiesett              | kiesett  |

Időfutam
| Név         | Versenyszám  | Idő     | Helyezés |
| ----------- | ------------ | ------- | -------- |
| Heinz Isler | Férfi egyéni | 1:07,88 | 10.      |

Üldözőversenyek
| Jörg Müller                                              | Férfi egyéni | 4:52,57 | 12. | Rolf Gölz (FRG) · 4:42,63 | 4:53,07 | kiesett                                                                                                | kiesett | kiesett | kiesett | kiesett | kiesett | 15.     |         |    |
| Stephan Joho                                             | Férfi egyéni | 5:00,30 | 21. | kiesett                   | kiesett | kiesett                                                                                                | kiesett | kiesett | kiesett | kiesett | kiesett | kiesett |         |    |
| Daniel Huwyler Hans Ledermann Hansrüdi Märki Jörg Müller | Férfi csapat | 4:31,86 | 8.  |                           |         | Olaszország (ITA) · Roberto Amadio · Massimo Brunelli · Maurizio Colombo · Silvio Martinello · 4:25,07 | 4:30,47 | kiesett | kiesett | kiesett | kiesett | kiesett | kiesett | 7. |

Pontverseny
| Név          | Versenyszám | Selejtező | Selejtező  | Selejtező | Döntő         | Döntő         | Döntő         |
| Név          | Versenyszám | Pont      | Körhátrány | Hely.     | Pont          | Körhátrány    | Helyezés      |
| ------------ | ----------- | --------- | ---------- | --------- | ------------- | ------------- | ------------- |
| Jörg Müller  | Férfi       | 14        | –          | 1.        | 23            | –1            | 4.            |
| Stephan Joho | Férfi       | 8         | –2         | 12.       | nem ért célba | nem ért célba | nem ért célba |

## Kézilabda

### Férfi
| Svájci férfi kézilabdacsapat-játékoskeret                                                                               | Svájci férfi kézilabdacsapat-játékoskeret                                                                |
| --- | --- |
| - Heinz Karrer - Jürgen Bätschmann - Markus Braun - Martin Glaser - Martin Ott - Martin Rubin - Max Delhees - Max Schär | - Norwin Platzer - Peter Hürlimann - Peter Jehle - Peter Weber - René Barth - Roland Gassmann - Uwe Mall |

#### Eredmények
Csoportkör
A csoport
| Csapat            | M | Gy | D | V | G+  | G–  | Gk  | P |
| ----------------- | - | -- | - | - | --- | --- | --- | - |
| Jugoszlávia (YUG) | 5 | 4  | 1 | 0 | 123 | 76  | +47 | 9 |
| Románia (ROU)     | 5 | 4  | 0 | 1 | 120 | 91  | +29 | 8 |
| Izland (ISL)      | 5 | 3  | 1 | 1 | 102 | 96  | +6  | 7 |
| Svájc (SUI)       | 5 | 2  | 0 | 3 | 83  | 102 | –19 | 4 |
| Japán (JPN)       | 5 | 1  | 0 | 4 | 84  | 117 | –33 | 2 |
| Algéria (ALG)     | 5 | 0  | 0 | 5 | 75  | 105 | –30 | 0 |

| 1984. július 31. 18:30 | Svájc (SUI) | 20–13 | Japán (JPN) |  |
| 1984. július 31. 18:30 | (7–6)       |       |             |  |
| 1984. július 31. 18:30 |             |       |             |  |

| 1984. augusztus 2. 21:30 | Svájc (SUI) | 19–18 | Algéria (ALG) |  |
| 1984. augusztus 2. 21:30 | (10–10)     |       |               |  |
| 1984. augusztus 2. 21:30 |             |       |               |  |

| 1984. augusztus 4. 20:00 | Románia (ROU) | 23–17 | Svájc (SUI) |  |
| 1984. augusztus 4. 20:00 | (13–9)        |       |             |  |
| 1984. augusztus 4. 20:00 |               |       |             |  |

| 1984. augusztus 6. 21:30 | Jugoszlávia (YUG) | 25–11 | Svájc (SUI) |  |
| 1984. augusztus 6. 21:30 | (12–6)            |       |             |  |
| 1984. augusztus 6. 21:30 |                   |       |             |  |

| 1984. augusztus 8. 11:00 | Svájc (SUI) | 16–23 | Izland (ISL) |  |
| 1984. augusztus 8. 11:00 | (8–9)       |       |              |  |
| 1984. augusztus 8. 11:00 |             |       |              |  |

A 7. helyért
| 1984. augusztus 10. 11:00 | Svájc (SUI) | 18–17 | Spanyolország (ESP) |  |
| 1984. augusztus 10. 11:00 | (9–9)       |       |                     |  |
| 1984. augusztus 10. 11:00 |             |       |                     |  |

| Csapat      | Helyezés |
| ----------- | -------- |
| Svájc (SUI) | 7.       |

## Lovaglás
Díjlovaglás
| Versenyző                                                | Ló           | Versenyszám | Selejtező | Selejtező | Döntő   | Döntő    |
| Versenyző                                                | Ló           | Versenyszám | Pont      | Hely.     | Pont    | Helyezés |
| -------------------------------------------------------- | ------------ | ----------- | --------- | --------- | ------- | -------- |
| Otto Hofer                                               | Limandus     | Egyéni      | 1609      | 3.        | 1364    |          |
| Christine Stückelberger                                  | Tansanit     | Egyéni      | 1606      | 4.        | 1257    | 9.       |
| Amy-Cathérine de Bary                                    | Aintree      | Egyéni      | 1458      | 27.       | kiesett | kiesett  |
| Otto Hofer Christine Stückelberger Amy-Cathérine de Bary | lásd fentebb | Csapat      |           |           | 4673    |          |

Díjugratás
| Versenyző                                                     | Ló                                | Versenyszám | 1. forduló | 1. forduló | 2. forduló | 2. forduló | Összesen               | Összesen |
| Versenyző                                                     | Ló                                | Versenyszám | Pont       | Hely.      | Pont       | Hely.      | Pont                   | Helyezés |
| ------------------------------------------------------------- | --------------------------------- | ----------- | ---------- | ---------- | ---------- | ---------- | ---------------------- | -------- |
| Heidi Robbiani                                                | Jessica V                         | Egyéni      | 4,00       | 3.         | 4,00       | 2.         | 8,00 (szétugrás: 0,00) |          |
| Bruno Candrian                                                | Slygof                            | Egyéni      | 4,00       | 3.         | 4,00       | 2.         | 8,00 (szétugrás: 8,00) | 5.       |
| Willi Melliger                                                | Van Gogh                          | Egyéni      | 24,75      | 38.        | kiesett    | kiesett    | kiesett                | kiesett  |
| Heidi Robbiani Bruno Candrian Willi Melliger Philippe Guerdat | Jessica V Slygof Van Gogh Pybalia | Csapat      | 24,00      | 4.         | 17,00      | 5.         | 41,00                  | 5.       |

Lovastusa
| Versenyző       | Ló   | Versenyszám | Díjlovaglás | Díjlovaglás | Tereplovaglás | Tereplovaglás | Díjugratás | Díjugratás | Végeredmény | Végeredmény |
| Versenyző       | Ló   | Versenyszám | Bünt.       | Hely.       | Bünt.         | Hely.         | Bünt.      | Hely.      | Bünt.       | Helyezés    |
| --------------- | ---- | ----------- | ----------- | ----------- | ------------- | ------------- | ---------- | ---------- | ----------- | ----------- |
| Hansüli Schmutz | Oran | Egyéni      | 39,80       | 1.          | 32,80         | 25.           | 0,00       | 1.         | 72,60       | 11.         |

## Öttusa
| Versenyző                              | Versenyszám | Lovaglás | Lovaglás | Lovaglás | Vívás    | Vívás | Vívás | Úszás    | Úszás | Úszás | Lövészet | Lövészet | Lövészet | Futás    | Futás | Futás | Összesen    | Összesen |
| Versenyző                              | Versenyszám | Idő      | Pont     | Hely.    | Pontszám | Pont  | Hely. | Idő      | Pont  | Hely. | Eredmény | Pont     | Hely.    | Idő      | Pont  | Hely. | Összes pont | Helyezés |
| -------------------------------------- | ----------- | -------- | -------- | -------- | -------- | ----- | ----- | -------- | ----- | ----- | -------- | -------- | -------- | -------- | ----- | ----- | ----------- | -------- |
| Andy Jung                              | Egyéni      | 1:35,33  | 1070     | 12.      | 29–22    | 846   | 15.   | 3:23,798 | 1244  | 14.   | 193      | 978      | 10.      | 14:06,83 | 1025  | 34.   | 5163        | 12.      |
| Peter Steinmann                        | Egyéni      | 1:28,43  | 1040     | 17.      | 28–23    | 824   | 19.   | 3:33,066 | 1168  | 26.   | 191      | 934      | 19.      | 13:28,84 | 1138  | 18.   | 5104        | 16.      |
| Peter Minder                           | Egyéni      | 1:38,43  | 980      | 35.      | 29–22    | 846   | 15.   | 3:35,108 | 1152  | 31.   | 196      | 1044     | 5.       | 13:57,04 | 1054  | 27.   | 5076        | 19.      |
| Andy Jung Peter Steinmann Peter Minder | Csapat      |          | 3090     | 5.       |          | 2516  | 5.    |          | 3564  | 10.   |          | 2956     | 2.       |          | 3217  | 9.    | 15 343      | 4.       |

## Sportlövészet
Férfi
| Versenyző           | Versenyszám           | Pont | Helyezés |
| ------------------- | --------------------- | ---- | -------- |
| Rolf Beutler        | Szabadpisztoly        | 554  | 14.      |
| Herbert Binder      | Szabadpisztoly        | 532  | 40.      |
| Hansüli Minder      | Légpuska              | 576  | 23.      |
| Pierre-Alain Dufaux | Légpuska              | 570  | 33.      |
| Anton Müller        | Sportpuska, fekvő     | 583  | 45.      |
| Üli Sarbach         | Sportpuska, fekvő     | 593  | 12.      |
| Üli Sarbach         | Sportpuska, összetett | 1132 | 29.      |
| Daniel Nipkow       | Sportpuska, összetett | 1163 |          |

Női
| Versenyző        | Versenyszám   | Pont | Helyezés |
| ---------------- | ------------- | ---- | -------- |
| Brida Beccarelli | Sportpisztoly | 564  | 23.      |
| Thérès Manser    | Sportpisztoly | 564  | 23.      |

## Súlyemelés
| Versenyző     | Versenyszám | Szakítás | Szakítás | Lökés    | Lökés    | Összesen | Helyezés |
| Versenyző     | Versenyszám | Eredmény | Helyezés | Eredmény | Helyezés | Összesen | Helyezés |
| ------------- | ----------- | -------- | -------- | -------- | -------- | -------- | -------- |
| Daniel Tschan | 90 kg       | 150,0    | 8.       | 187,5    | 14.      | 337,5    | 14.      |

## Szinkronúszás
| Versenyző               | Versenyszám | Selejtező           | Selejtező           | Selejtező       | Selejtező  | Selejtező  | Döntő           | Döntő      | Döntő      |
| Versenyző               | Versenyszám | Technikai gyakorlat | Technikai gyakorlat | Zenés gyakorlat | Összesítés | Összesítés | Zenés gyakorlat | Összesítés | Összesítés |
| Versenyző               | Versenyszám | Pont                | Hely.               | Pont            | Pont       | Hely.      | Pont            | Pont       | Helyezés   |
| ----------------------- | ----------- | ------------------- | ------------------- | --------------- | ---------- | ---------- | --------------- | ---------- | ---------- |
| Karin Singer            | Egyéni      | 87,183              | 16.                 | 90,80           | 177,983    | 8.         | 91,20           | 178,383    | 8.         |
| Edith Boss              | Egyéni      | 87,034              | 17.                 | kiesett         | kiesett    | kiesett    | kiesett         | kiesett    | kiesett    |
| Caroline Sturzenegger   | Egyéni      | 85,184              | 19.                 | kiesett         | kiesett    | kiesett    | kiesett         | kiesett    | kiesett    |
| Edith Boss Karin Singer | Páros       | 87,109              | 5.                  | 91,40           | 178,509    | 5.         | 93,00           | 180,109    | 5.         |

## Torna
Férfi
| Versenyző                                                                              | Versenyszám      | Selejtező | Selejtező | Döntő    | Döntő    |
| Versenyző                                                                              | Versenyszám      | Pontszám  | Helyezés  | Pontszám | Helyezés |
| -------------------------------------------------------------------------------------- | ---------------- | --------- | --------- | -------- | -------- |
| Josef Zellweger                                                                        | Talaj            | 19,30     | 25.       | kiesett  | kiesett  |
| Josef Zellweger                                                                        | Ugrás            | 19,50     | 32.       | kiesett  | kiesett  |
| Josef Zellweger                                                                        | Korlát           | 19,10     | 33.       | kiesett  | kiesett  |
| Josef Zellweger                                                                        | Nyújtó           | 19,45     | 30.       | kiesett  | kiesett  |
| Josef Zellweger                                                                        | Gyűrű            | 19,55     | 12.       | 19,375   | 8.       |
| Josef Zellweger                                                                        | Lólengés         | 19,50     | 9.        | 19,500   | 8.       |
| Josef Zellweger                                                                        | Egyéni összetett | 116,40    | 18.       | 116,550  | 11.      |
| Markus Lehmann                                                                         | Talaj            | 19,30     | 25.       | kiesett  | kiesett  |
| Markus Lehmann                                                                         | Ugrás            | 19,50     | 32.       | kiesett  | kiesett  |
| Markus Lehmann                                                                         | Korlát           | 19,20     | 27.       | kiesett  | kiesett  |
| Markus Lehmann                                                                         | Nyújtó           | 19,60     | 20.       | kiesett  | kiesett  |
| Markus Lehmann                                                                         | Gyűrű            | 19,50     | 15.       | kiesett  | kiesett  |
| Markus Lehmann                                                                         | Lólengés         | 19,20     | 22.       | kiesett  | kiesett  |
| Markus Lehmann                                                                         | Egyéni összetett | 116,30    | 20.       | 116,200  | 12.      |
| Daniel Wunderlin                                                                       | Talaj            | 19,35     | 21.       | kiesett  | kiesett  |
| Daniel Wunderlin                                                                       | Ugrás            | 19,70     | 6.        | 19,625   | 8.       |
| Daniel Wunderlin                                                                       | Korlát           | 19,20     | 27.       | kiesett  | kiesett  |
| Daniel Wunderlin                                                                       | Nyújtó           | 19,75     | 10.       | 19,675   | 8.       |
| Daniel Wunderlin                                                                       | Gyűrű            | 19,05     | 51.       | kiesett  | kiesett  |
| Daniel Wunderlin                                                                       | Lólengés         | 19,05     | 30.       | kiesett  | kiesett  |
| Daniel Wunderlin                                                                       | Egyéni összetett | 116,10    | 22.       | 114,550  | 28.      |
| Marco Piatti                                                                           | Talaj            | 19,10     | 36.       | kiesett  | kiesett  |
| Marco Piatti                                                                           | Ugrás            | 19,60     | 16.       | kiesett  | kiesett  |
| Marco Piatti                                                                           | Korlát           | 19,20     | 27.       | kiesett  | kiesett  |
| Marco Piatti                                                                           | Nyújtó           | 19,80     | 8.        | 19,800   | 7.       |
| Marco Piatti                                                                           | Gyűrű            | 19,15     | 44.       | kiesett  | kiesett  |
| Marco Piatti                                                                           | Lólengés         | 19,10     | 27.       | kiesett  | kiesett  |
| Marco Piatti                                                                           | Egyéni összetett | 115,95    | 27.       | kiesett  | kiesett  |
| Bruno Cavelti                                                                          | Talaj            | 19,20     | 32.       | kiesett  | kiesett  |
| Bruno Cavelti                                                                          | Ugrás            | 18,95     | 70.       | kiesett  | kiesett  |
| Bruno Cavelti                                                                          | Korlát           | 18,75     | 50.       | kiesett  | kiesett  |
| Bruno Cavelti                                                                          | Nyújtó           | 19,65     | 16.       | kiesett  | kiesett  |
| Bruno Cavelti                                                                          | Gyűrű            | 19,30     | 33.       | kiesett  | kiesett  |
| Bruno Cavelti                                                                          | Lólengés         | 18,75     | 48.       | kiesett  | kiesett  |
| Bruno Cavelti                                                                          | Egyéni összetett | 114,60    | 43.       | kiesett  | kiesett  |
| Urs Meister                                                                            | Talaj            | 18,80     | 55.       | kiesett  | kiesett  |
| Urs Meister                                                                            | Ugrás            | 19,40     | 47.       | kiesett  | kiesett  |
| Urs Meister                                                                            | Korlát           | 18,10     | 64.       | kiesett  | kiesett  |
| Urs Meister                                                                            | Nyújtó           | 19,25     | 45.       | kiesett  | kiesett  |
| Urs Meister                                                                            | Gyűrű            | 19,05     | 51.       | kiesett  | kiesett  |
| Urs Meister                                                                            | Lólengés         | 18,65     | 54.       | kiesett  | kiesett  |
| Urs Meister                                                                            | Egyéni összetett | 113,25    | 59.       | kiesett  | kiesett  |
| Josef Zellweger Markus Lehmann Daniel Wunderlin Marco Piatti Bruno Cavelti Urs Meister | Csapat összetett |           |           | 579,95   | 5.       |

Női
| Versenyző                                                                           | Versenyszám      | Selejtező | Selejtező | Döntő    | Döntő    |
| Versenyző                                                                           | Versenyszám      | Pontszám  | Helyezés  | Pontszám | Helyezés |
| ----------------------------------------------------------------------------------- | ---------------- | --------- | --------- | -------- | -------- |
| Romi Kessler                                                                        | Talaj            | 19,45     | 10.       | 19,575   | 5.       |
| Romi Kessler                                                                        | Ugrás            | 19,35     | 18.       | kiesett  | kiesett  |
| Romi Kessler                                                                        | Felemás korlát   | 19,35     | 11.       | 19,425   | 5.       |
| Romi Kessler                                                                        | Gerenda          | 19,20     | 14.       | 19,350   | 6.       |
| Romi Kessler                                                                        | Egyéni összetett | 77,35     | 13.       | 77,525   | 9.       |
| Susi Latanzio                                                                       | Talaj            | 18,75     | 43.       | kiesett  | kiesett  |
| Susi Latanzio                                                                       | Ugrás            | 18,95     | 40.       | kiesett  | kiesett  |
| Susi Latanzio                                                                       | Felemás korlát   | 18,65     | 30.       | kiesett  | kiesett  |
| Susi Latanzio                                                                       | Gerenda          | 18,05     | 48.       | kiesett  | kiesett  |
| Susi Latanzio                                                                       | Egyéni összetett | 74,40     | 41.       | 75,000   | 24.      |
| Natalie Seiler                                                                      | Talaj            | 18,65     | 50.       | kiesett  | kiesett  |
| Natalie Seiler                                                                      | Ugrás            | 18,95     | 40.       | kiesett  | kiesett  |
| Natalie Seiler                                                                      | Felemás korlát   | 18,40     | 39.       | kiesett  | kiesett  |
| Natalie Seiler                                                                      | Gerenda          | 18,15     | 45.       | kiesett  | kiesett  |
| Natalie Seiler                                                                      | Egyéni összetett | 74,15     | 42.       | 73,975   | 29.      |
| Monika Beer                                                                         | Talaj            | 18,90     | 37.       | kiesett  | kiesett  |
| Monika Beer                                                                         | Ugrás            | 19,05     | 34.       | kiesett  | kiesett  |
| Monika Beer                                                                         | Felemás korlát   | 17,45     | 56.       | kiesett  | kiesett  |
| Monika Beer                                                                         | Gerenda          | 17,80     | 56.       | kiesett  | kiesett  |
| Monika Beer                                                                         | Egyéni összetett | 73,20     | 51.       | kiesett  | kiesett  |
| Bettina Ernst                                                                       | Talaj            | 18,80     | 40.       | kiesett  | kiesett  |
| Bettina Ernst                                                                       | Ugrás            | 18,85     | 48.       | kiesett  | kiesett  |
| Bettina Ernst                                                                       | Felemás korlát   | 18,30     | 42.       | kiesett  | kiesett  |
| Bettina Ernst                                                                       | Gerenda          | 17,25     | 64.       | kiesett  | kiesett  |
| Bettina Ernst                                                                       | Egyéni összetett | 73,20     | 51.       | kiesett  | kiesett  |
| Marisa Jervella                                                                     | Talaj            | 18,40     | 57.       | kiesett  | kiesett  |
| Marisa Jervella                                                                     | Ugrás            | 18,55     | 60.       | kiesett  | kiesett  |
| Marisa Jervella                                                                     | Felemás korlát   | 17,50     | 54.       | kiesett  | kiesett  |
| Marisa Jervella                                                                     | Gerenda          | 18,10     | 47.       | kiesett  | kiesett  |
| Marisa Jervella                                                                     | Egyéni összetett | 72,55     | 58.       | kiesett  | kiesett  |
| Romi Kessler Susi Latanzio Natalie Seiler Monika Beer Bettina Ernst Marisa Jervella | Csapat összetett |           |           | 373,50   | 8.       |

### Ritmikus gimnasztika
| Versenyző         | Versenyszám | Selejtező | Selejtező | Döntő   | Döntő    |
| Versenyző         | Versenyszám | Pont      | Hely.     | Pont    | Helyezés |
| ----------------- | ----------- | --------- | --------- | ------- | -------- |
| Grazia Verzasconi | Egyéni      | 36,40     | 14.       | 55,100  | 16.      |
| Susanne Mueller   | Egyéni      | 35,25     | 28.       | kiesett | kiesett  |

## Úszás
Férfi
| Versenyző                                                  | Versenyszám            | Előfutam | Előfutam | Előfutam | Döntő   | Döntő   | Döntő   | Helyezés |
| Versenyző                                                  | Versenyszám            | Idő      | Hely.    | Össz.    | Típus   | Idő     | Hely.   | Helyezés |
| ---------------------------------------------------------- | ---------------------- | -------- | -------- | -------- | ------- | ------- | ------- | -------- |
| Théophile David                                            | 200 m pillangó         | 2:03,21  | 4.       | 20.      | kiesett | kiesett | kiesett | kiesett  |
| Théophile David                                            | 100 m pillangó         | 55,81    | 3.       | 18.      | B       | 55,40   | 2.      | 10.      |
| Dano Halsall                                               | 100 m pillangó         | 55,35    | 2.       | 10.      | B       | 55,51   | 3.      | 11.      |
| Dano Halsall                                               | 100 m gyors            | 50,91    | 2.       | 5.       | A       | 50,50   | 5.      | 5.       |
| Stéfan Voléry                                              | 100 m gyors            | 51,24    | 2.       | 12.      | B       | 51,42   | 2.      | 10.      |
| Stéfan Voléry                                              | 200 m gyors            | 1:54,19  | 4.       | 25.      | kiesett | kiesett | kiesett | kiesett  |
| Thierry Jacot                                              | 200 m gyors            | 1:56,54  | 6.       | 36.      | kiesett | kiesett | kiesett | kiesett  |
| Patrick Ferland                                            | 100 m hát              | 58,78    | 3.       | 22.      | kiesett | kiesett | kiesett | kiesett  |
| Patrick Ferland                                            | 200 m hát              | 2:08,31  | 5.       | 22.      | kiesett | kiesett | kiesett | kiesett  |
| Étienne Dagon                                              | 100 m mell             | 1:05,37  | 3.       | 20.      | kiesett | kiesett | kiesett | kiesett  |
| Étienne Dagon                                              | 200 m mell             | 2:18,95  | 2.       | 4.       | A       | 2:17,41 | 3.      |          |
| Felix Morf                                                 | 200 m mell             | kizárták | kizárták | kizárták | kiesett | kiesett | kiesett | kiesett  |
| Felix Morf                                                 | 100 m mell             | 1:05,89  | 4.       | 23.      | kiesett | kiesett | kiesett | kiesett  |
| Dano Halsall Stéfan Voléry Thierry Jacot Roger Birrer      | 4 × 100 m gyorsváltó   | 3:26,61  | 2.       | 9.       | kiesett | kiesett | kiesett | kiesett  |
| Patrick Ferland Étienne Dagon Théophile David Dano Halsall | 4 × 100 m vegyes váltó | 3:48,13  | 3.       | 4.       | A       | 3:47,93 | 7.      | 7.       |

Női
| Versenyző                                                          | Versenyszám            | Előfutam | Előfutam | Előfutam | Döntő   | Döntő   | Döntő   | Helyezés |
| Versenyző                                                          | Versenyszám            | Idő      | Hely.    | Össz.    | Típus   | Idő     | Hely.   | Helyezés |
| ------------------------------------------------------------------ | ---------------------- | -------- | -------- | -------- | ------- | ------- | ------- | -------- |
| Marie-Thérèse Armentero                                            | 100 m gyors            | 58,73    | 4.       | 39.      | kiesett | kiesett | kiesett | kiesett  |
| Nadia Krüger                                                       | 400 m gyors            | 4:28,20  | 6.       | 18.      | kiesett | kiesett | kiesett | kiesett  |
| Nadia Krüger                                                       | 800 m gyors            | 9:07,95  | 5.       | 16.      | kiesett | kiesett | kiesett | kiesett  |
| Eva Gysling                                                        | 100 m hát              | 1:05,18  | 4.       | 16.      | B       | 1:06,11 | 8.      | 16.      |
| Eva Gysling                                                        | 200 m hát              | 2:25,69  | 5.       | 24.      | kiesett | kiesett | kiesett | kiesett  |
| Patricia Brülhart                                                  | 100 m mell             | 1:12,44  | 5.       | 14.      | B       | 1:12,89 | 7.      | 15.      |
| Carole Brook                                                       | 100 m pillangó         | 1:03,99  | 4.       | 21.      | kiesett | kiesett | kiesett | kiesett  |
| Carole Brook                                                       | 200 m pillangó         | 2:18,66  | 4.       | 16.      | B       | 2:16,74 | 7.      | 15.      |
| Eva Gysling Patricia Brülhart Carole Brook Marie-Thérèse Armentero | 4 × 100 m vegyes váltó | 4:20,55  | 4.       | 8.       | A       | 4:19,02 | 6.      | 6.       |

## Vitorlázás
Férfi
| Versenyző      | Versenyszám     | Futam | Futam | Futam | Futam  | Futam | Futam | Futam | Pontszám | Helyezés |
| Versenyző      | Versenyszám     | 1     | 2     | 3     | 4      | 5     | 6     | 7     | Pontszám | Helyezés |
| -------------- | --------------- | ----- | ----- | ----- | ------ | ----- | ----- | ----- | -------- | -------- |
| Marc Erzberger | Szörfvitorlázás | 26,0  | 32,0  | 26,8* | (35,0) | 25,0  | 25,0  | 26,0  | 160,8    | 24.      |

Nyílt
| Versenyző                       | Versenyszám     | Futam  | Futam  | Futam | Futam  | Futam  | Futam | Futam | Pontszám | Helyezés |
| Versenyző                       | Versenyszám     | 1      | 2      | 3     | 4      | 5      | 6     | 7     | Pontszám | Helyezés |
| ------------------------------- | --------------- | ------ | ------ | ----- | ------ | ------ | ----- | ----- | -------- | -------- |
| Charles Favre Luc DuBois        | 470-es osztály  | 13,0   | 20,0   | 19,0  | (22,0) | 11,7   | 17,0  | 18,0  | 98,7     | 12.      |
| Josef Steinmayer Reto Heilig    | Csillaghajó     | 16,0   | (21,0) | 15,0  | 16,0   | 21,0   | 18,0  | 20,0  | 106,0    | 14.      |
| Christoph Brüllmann Rolf Zwicky | Tornádó         | 19,0   | 16,0   | 11,7  | 20,0   | (27,0) | 18,0  | 21,0  | 105,7    | 14.      |
| Bertrand Cardis Rainer Fröhlich | Repülő hollandi | (24,0) | 19,0   | 13,0  | 16,0   | 19,0   | 10,0  | 20,0  | 97,0     | 13.      |

* - bírók által adott pontszám

## Vívás
Férfi
| Versenyző                                                                    | Versenyszám       | Selejtező | Selejtező | Selejtező | Selejtező | Selejtező | Selejtező | Főtábla                       | Főtábla                      | Vigaszág                  | Vigaszág                   | Negyeddöntő                  | Elődöntő          | Döntő             | Helyezés |
| Versenyző                                                                    | Versenyszám       | 1. kör | 1. kör    | 2. kör | 2. kör    | 3. kör | 3. kör    | 1. kör                        | 2. kör                       | 1. kör                    | 2. kör                     | Negyeddöntő                  | Elődöntő          | Döntő             | Helyezés |
| Versenyző                                                                    | Versenyszám       | Ellenfél Eredmény | Hely.     | Ellenfél Eredmény | Hely.     | Ellenfél Eredmény | Hely.     | Ellenfél Eredmény             | Ellenfél Eredmény            | Ellenfél Eredmény         | Ellenfél Eredmény          | Ellenfél Eredmény            | Ellenfél Eredmény | Ellenfél Eredmény | Helyezés |
| ---------------------------------------------------------------------------- | ----------------- | --- | --------- | --- | --------- | --- | --------- | ----------------------------- | ---------------------------- | ------------------------- | -------------------------- | ---------------------------- | ----------------- | ----------------- | -------- |
| Michel Poffet                                                                | Párbajtőr, egyéni | 5. csoport · James Kerr (ISV) · 5–1 · Gilberto Peña (PUR) · 5–2 · Philippe Boisse (FRA) · 5–4 · I Ilhi (Lee Il-Hui) (KOR) · 5–4                                         | 1.        | 5. csoport · Sandro Cuomo (ITA) · 2–5 · Abdel Monem Salem (EGY) · 5–3 · Stéphane Ganeff (BEL) · 5–2 · Csao Cse-csung (Zhao Zhizhong) (CHN) · 5–3 · Daniel Perreault (CAN) · 5–4              | 1.        | 3. csoport · Alexander Pusch (FRG) · 3–5 · Ihab Aly (EGY) · 5–3 · Jerri Bergström (SWE) · 5–2 · Olivier Lenglet (FRA) · 5–4 · Michel Dessureault (CAN) · 5–0 | 1.        | Stefano Bellone (ITA) · 9–10  |                              | Martin Brill (NZL) · 10–8 | Daniel Giger (SUI) · 10–6  | Stefano Bellone (ITA) · 4–10 | kiesett           | kiesett           | 5.       |
| Daniel Giger                                                                 | Párbajtőr, egyéni | 6. csoport · Rashid Fahd Al-Rasheed (KSA) · 5–2 · Martin Brill (NZL) · 5–4 · Jun Namdzsin (Yun Nam-Jin) (KOR) · 5–5 · Jerri Bergström (SWE) · 2–5                       | 2.        | 4. csoport · Kazem Hasan (KUW) · 5–1 · Caj Hszing-hsziang (Tsai Shing-Hsiang) (TPE) · 5–1 · Kim Szongmun (Kim Seong-Mun) (KOR) · 5–5 · Steven Paul (GBR) · 5–4 · Jerri Bergström (SWE) · 5–5 | 1.        | 2. csoport · John Llewellyn (GBR) · 5–2 · Steven Paul (GBR) · 5–4 · Björne Väggö (SWE) · 2–5 · Nils Koppang (NOR) · 4–5 · Angelo Mazzoni (ITA) · 0–5         | 4.        | Philippe Riboud (FRA) · 10–10 | Alexander Pusch (FRG) · 5–10 |                           | Michel Poffet (SUI) · 6–10 | kiesett                      | kiesett           | kiesett           | 12.      |
| Gabriel Nigon                                                                | Párbajtőr, egyéni | 12. csoport · John Hugo Pedersen (NOR) · 5–1 · David Cocker (NZL) · 5–2 · Sandro Cuomo (ITA) · 5–2 · Kim Szongmun (Kim Seong-Mun) (KOR) · 5–4 · Kazem Hasan (KUW) · 5–3 | 1.        | 2. csoport · Mohamed Al-Thuwani (KUW) · 2–5 · Lee Shelley (USA) · 5–2 · John Llewellyn (GBR) · 3–5 · Elmar Borrmann (FRG) · 3–5 · Michel Dessureault (CAN) · 0–5                             | 5.        | kiesett | kiesett   | kiesett                       | kiesett                      | kiesett                   | kiesett                    | kiesett                      | kiesett           | kiesett           | 40.      |
| Olivier Carrard Daniel Giger Gabriel Nigon Michel Poffet François Suchanecki | Párbajtőr, csapat | 4. csoport · Svédország (SWE) · 4–8 · Dél-Korea (KOR) · 9–5 · Kuvait (KUW) · 9–3                                                                                        | 3.        | |           | |           |                               |                              |                           |                            | kiesett                      | kiesett           | kiesett           | 9.       |